# Hishimonus versicolor
Hishimonus versicolor är en insektsart som beskrevs av Rama Subba Rao och K. Ramakrishnan 1990. Hishimonus versicolor ingår i släktet Hishimonus och familjen dvärgstritar. Inga underarter finns listade i Catalogue of Life.